# Parachaetodon

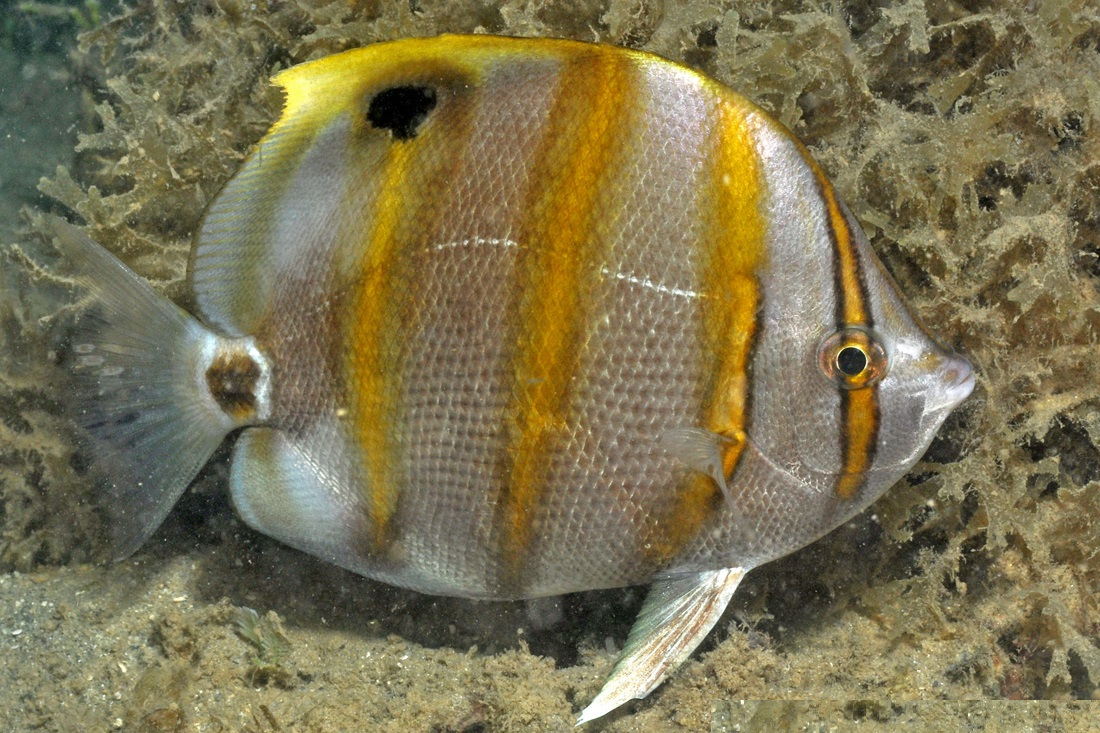
Peixe-borboleta ocelado ou peixe-borboleta de seis espinhos (Parachaetodon ocellatus)

Parachaetodon é um gênero de Peixe-borboleta da família Chaetodontidae. É encontrada no Indo-Pacífico.

## Espécies
- Parachaetodon ocellatus